# Илубиди
Илубиди (аккад. 𒀭𒁉𒀪𒁲, Ilu-Bihdi) или Яубиди (аккад. 𒅀𒌑𒁉𒀪𒁲, Yahu-Bihdi) — последний царь независимого Хамата (библейский Емаф), предводитель антиассирийского восстания, подавленного Саргоном II в 720 году до н. э.

## Биография
Согласно ассирийским источникам, убийство царя Салманасара V в результате заговора всколыхнуло покорённые народы. В Хамате власть захватил некий Яубиди, объявивший себя царём. Царь Хамата возглавил большое восстание против Ассирии, которое началось не без ведома Египта. К нему вскоре присоединились Дамаск, Арпад и Симира, а также северное Израильское царство (которому уже был нанесён недавно жестокий удар взятием Самарии и выселением жителей). Восставшие объединились в две коалиции. Одну составили египтяне и филистимляне, действовавшие в Филистии у границ Египта, а другую — арамеи, финикийцы из Цумура и израильтяне. Объединённые войска второй коалиции столкнулись с ассирийцами под предводительством нового царя Саргона II при Каркаре. Союзники были наголову разгромлены, Илубиди бежал, но был захвачен и казнён — с него заживо содрали кожу.
Царство Хамат было «вырвано с корнем», его территория вошла в ассирийские владения. После поражения многие жители Хамата были переселены в Самарию, где они стали одним из составных элементов будущих самаритян. Сам Хамат был разрушен после осады, но восстановлен в 400-х годах до н. э. Был разрушен также и Дамаск, надолго сошедший с исторической сцены. Затем Саргон II осадил Газу, а после, при Рафии, к югу от Газы, разбил филистимлян под предводительством Ганнона и египтян, пришедших с военачальником Сиве. Сам фараон Шабака (или Осоркон IV), напуганный успехами Саргона, прислал ему дары. Так же поступили арабские (кедаритские) князья и даже Итамари (Йатхиамар), царь савеев в Йемене.

## Имя
Имя Илубиди при транслитерации из клинописи пишется как m/dia-ú-bi-i'-di и m/dia-bi-i'-[di], с вариантами mi-lu-ú-bi-i'-di и mDINGIR-bi-i'-di. Часто имя переводят как «Яхве [щитом] окружил», опираясь на похожую лексему из 3-го Псалма Псалтири. Теофорный компонент Yahu (Ilu во втором варианте рассматривается как указывающий заместительный элемент, детерминатив со значением «бог»), позволяет некоторым учёным предполагать о распространении культа Яхве в северной Сирии, или даже иудейском происхождении Илубиди.
Однако в надписях Саргона II Илубиди называют «хупшу, узурпатором, злым хеттом» (șāb hupši la bēl kussî hattû lemnu), «недостойным дворца/трона» (la šininti ekalli) и «мятежником» (hammā'u). Термин «хупшу» (хубшу) в аккадоязычных текстах 2-го тысячелетия до н. э. распространялся на наёмных воинов, служившими за определённую плату и, может быть, земельный надел. По-видимому, к 1-му тысячелетию так стали называть вообще всех людей, принадлежавших к царскому сектору социальной жизни переднеазиатских городов. Во всяком случае ясно, что новый царь Хамата к прежней легитимной династии не принадлежал.